# Gasterosteus microcephalus
Gasterosteus microcephalus — вид риб, що мешкають в басейні Тихого океану: Японія, також Мексика. Прісноводна демерсальна риба, що сягає 5,5 см довжиною. Мешкає в маленьких струмках, де живиться водними комахами та іншими безхребетними.